# Сант'Аниело
Сант'Аниѐло (на италиански: Sant'Agnello) е пристанищен град и община в Южна Италия, провинция Неапол, регион Кампания. Разположен е на брега на Тиренско море, на северния бряг на сорентския полуостров. Населението на общината е 9079 души (към 2010 г.).